# Technische Universität Kōchi

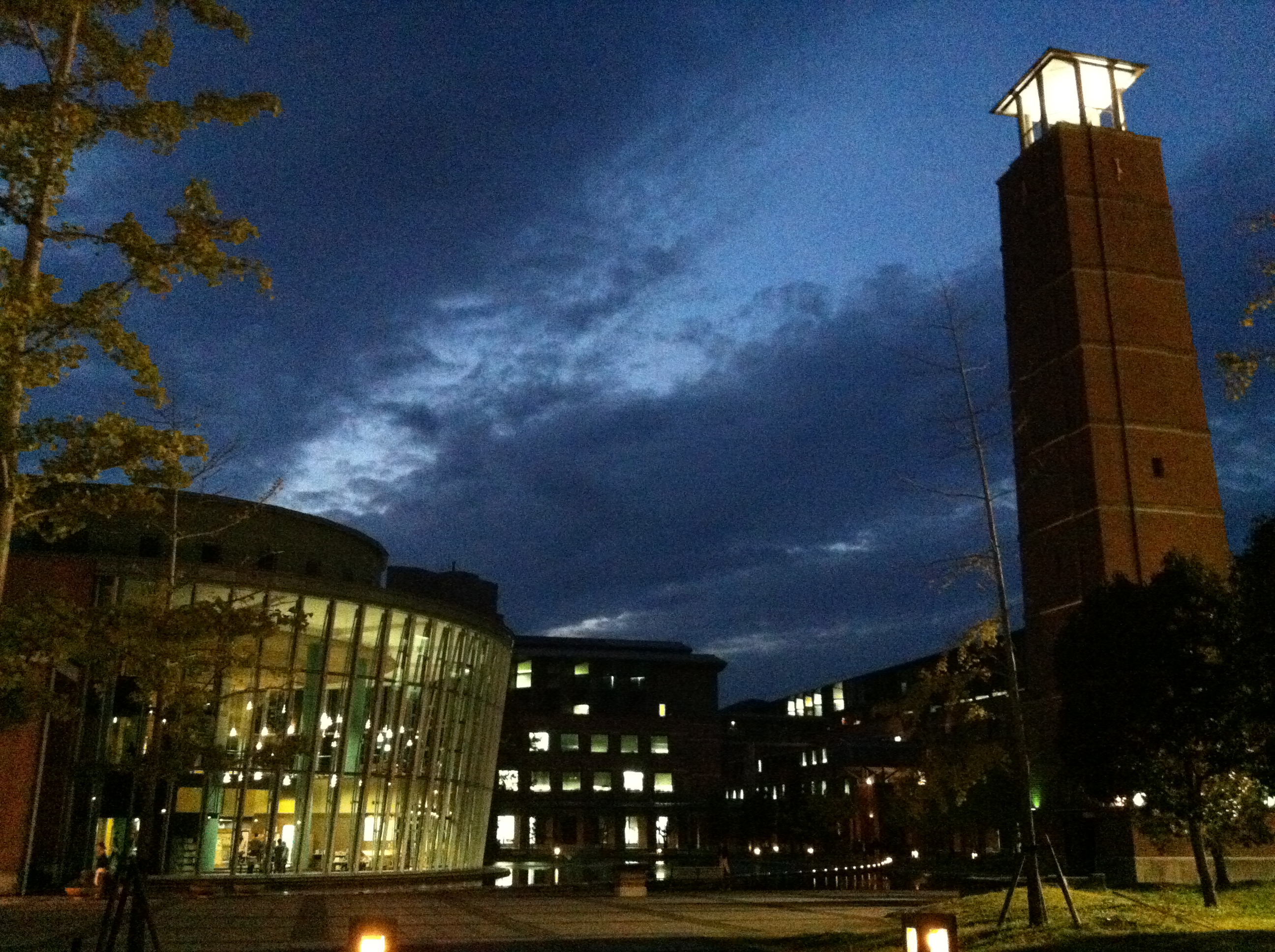
Kami-Campus bei Nacht (2011)

Die Technische Universität Kōchi (japanisch 高知工科大学 Kōchi kōka daigaku; engl. Kochi University of Technology, kurz: KUT) ist eine öffentliche (präfekturale) Universität in Japan. Der Hauptcampus liegt in Kami in der Präfektur Kōchi.

## Geschichte
Gegründet wurde die Universität 1997 als private Hochschule, deren Betreiber (Bildungskörperschaft) von der Präfekturverwaltung Kōchi eingerichtet wurde. 1999 richtete sie die Graduiertenschule ein. 2009 wurde sie eine öffentliche Hochschule, die von der präfekturalen Universitätskörperschaft betrieben wurde. 2015 wurden die Universitätskörperschaften der Technischen Universität Kōchi und der Präfekturuniversität Kōchi zu einer Universitätskörperschaft vereinigt, und der Eikokuji-Campus wurde zum gemeinsamen Campus der beiden Universitäten.

## Fakultäten
- Kami-Campus (in Kami, Präfektur Kōchi, 33° 37′ 15,3″ N, 133° 43′ 11,4″ OKoordinaten: 33° 37′ 15,3″ N, 133° 43′ 11,4″ O):
  - School of Systems Engineering
  - School of Engineering Science
  - School of Informatics
  - School of Data & Innovation

- Eikokuji-Campus (in Kōchi, Präfektur Kōchi, 33° 33′ 49,6″ N, 133° 32′ 2,4″ O):
  - School of Economics & Management